# (3315) Chant
(3315) Chant (1984 CZ) – planetoida z grupy pasa głównego asteroid okrążająca Słońce w ciągu 4,29 lat w średniej odległości 2,64 j.a. Odkrył ją Edward Bowell 8 lutego 1984 roku.